# Primera División (Chile) 1986
Die Primera División 1986, auch unter dem Namen 1986 Campeonato Nacional de Fútbol Profesional bekannt, war die 54. Saison der Primera División, der höchsten Spielklasse im Fußball in Chile.
Die Meisterschaft durch ein Entscheidungsspiel gewann das Team von CSD Colo-Colo, das sich damit für die Copa Libertadores 1987 qualifizierte. Es war der fünfzehnte Meisterschaftstitel für den Klub. Für die Copa Libertadores 1987 qualifizierte sich zudem CD Cobreloa, das die Liguilla zur Copa Libertadores gewinnen konnte. Der Drittletzte Unión San Felipe, Vorletzte Audax Italiano und Letzte CD Magallanes stiegen in die zweite Liga ab. Die Copa Polla Gol 1986 gewann CD Cobreloa.

## Modus
Die 18 Teams spielen jeder gegen jeden mit Hin- und Rückspiel. Meister ist die Mannschaft mit den meisten Punkten und qualifiziert sich für die Playoffs zur Copa Libertadores. Bei Punktgleichheit entscheidet ein Entscheidungsspiel um die bessere Position, wenn es um die Meisterschaft geht. In den anderen Fällen entscheidet das Torverhältnis. Die letzten drei Teams der Tabelle steigen in die zweite Liga ab. Der zweite Startplatz der Copa Libertadores wird durch eine Liguilla, an der die Mannschaften der Plätze 2 bis 5 teilnehmen, ausgespielt. Bei Punktgleichheit der ersten beiden Pätze gibt es ein Entscheidungsspiel.

## Teilnehmer
Die beiden Absteiger der Vorsaison CD O’Higgins und Deportes Arica wurden durch die Verkleinerung auf 18 Teams nicht ersetzt. Allerdings spielte statt Unión La Calera nun Fernández Vial in der Primera División. Folgende Vereine nahmen daher an der Meisterschaft 1986 teil:
| Mannschaft           | Stadt             |
| -------------------- | ----------------- |
| Audax Italiano       | Santiago de Chile |
| CD Cobreloa          | Calama            |
| CD Cobresal          | El Salvador       |
| CSD Colo-Colo        | Santiago de Chile |
| Deportes Concepción  | Concepción        |
| Deportes Iquique     | Iquique           |
| Everton              | Viña del Mar      |
| Fernández Vial       | Concepción        |
| CD Huachipato        | Talcahuano        |
| CD Magallanes        | Santiago de Chile |
| Naval de Talcahuano  | Talcahuano        |
| CD Palestino         | Santiago de Chile |
| Rangers de Talca     | Talca             |
| San Luis de Quillota | Quillota          |
| Unión Española       | Santiago de Chile |
| Unión San Felipe     | San Felipe        |
| Universidad Católica | Santiago de Chile |
| Universidad de Chile | Santiago de Chile |

## Tabelle
| Pl.                                | Verein               | Sp. | S  | U  | N  | Tore    | Diff. | Punkte |
| ---------------------------------- | -------------------- | --- | -- | -- | -- | ------- | ----- | ------ |
| 1.                                 | CSD Colo-Colo (P)    | 34  | 19 | 10 | 5  | 049:230 | +26   | 48     |
| 2.                                 | CD Palestino         | 34  | 18 | 12 | 4  | 063:420 | +21   | 48     |
| 3.                                 | CD Cobreloa (M)      | 34  | 15 | 14 | 5  | 053:280 | +25   | 44     |
| 4.                                 | CD Cobresal          | 34  | 13 | 14 | 7  | 053:350 | +18   | 40     |
| 5.                                 | CD Huachipato        | 34  | 15 | 10 | 9  | 050:380 | +12   | 40     |
| 6.                                 | Universidad Católica | 34  | 15 | 8  | 11 | 056:410 | +15   | 38     |
| 7.                                 | Naval de Talcahuano  | 34  | 12 | 14 | 8  | 041:350 | +6    | 38     |
| 8.                                 | Universidad de Chile | 34  | 14 | 7  | 13 | 041:400 | +1    | 35     |
| 9.                                 | Deportes Concepción  | 34  | 10 | 15 | 9  | 040:440 | −4    | 35     |
| 10.                                | San Luis de Quillota | 34  | 7  | 17 | 10 | 039:430 | −4    | 31     |
| 11.                                | Deportes Iquique     | 34  | 8  | 15 | 11 | 035:440 | −9    | 31     |
| 12.                                | Fernández Vial (N)   | 35  | 7  | 16 | 12 | 034:370 | −3    | 30     |
| 13.                                | Unión Española       | 34  | 9  | 12 | 13 | 045:510 | −6    | 30     |
| 14.                                | Everton              | 34  | 6  | 17 | 11 | 033:380 | −5    | 29     |
| 15.                                | Rangers de Talca     | 34  | 6  | 17 | 11 | 033:420 | −9    | 29     |
| 16.                                | Unión San Felipe     | 34  | 8  | 13 | 13 | 037:500 | −13   | 29     |
| 17.                                | Audax Italiano       | 34  | 4  | 11 | 19 | 028:700 | −42   | 19     |
| 18.                                | CD Magallanes        | 34  | 5  | 8  | 21 | 038:670 | −29   | 18     |
| Quelle: rsssf.org, Stand: Endstand |                      |     |    |    |    |         |       |        |

| (M) | Vorjahresmeister     |
| (P) | Vorjahrespokalsieger |
| (N) | Aufsteiger           |

## Meisterschaftsentscheidungsspiel
| Datum      |               | Ergebnis |              | Ort                        |
| ---------- | ------------- | -------- | ------------ | -------------------------- |
| 28.01.1987 | CSD Colo-Colo | 2:0      | CD Palestino | Estadio Nacional, Santiago |

Das Endspiel fand vor 73.967 Zuschauern im Estadio Nacional statt. Durch die beiden Treffer von Jaime Vera in der 66. Spielminute und Hugo Rubio in der 89. Spielminute konnte CSD Colo-Colo das Entscheidungsspiel mit 2:0 gewinnen und seine 15. Meisterschaft gewinnen.

## Beste Torschützen
| Rang | Spieler              | Klub          | Tore |
| ---- | -------------------- | ------------- | ---- |
| 1    | Sergio Salgado       | CD Cobresal   | 28   |
| 2    | Ángel Bustos         | CD Huachipato | 16   |
| 3    | Juan Carlos Letelier | CD Cobreloa   | 14   |
|      | Jaime Vera           | CSD Colo-Colo | 14   |
| 5    | Ivo Basay            | Everton       | 13   |

## Liguilla Pre-Copa Libertadores
| Pl. | Verein          | Sp. | S | U | N | Tore    | Diff. | Punkte |
| --- | --------------- | --- | - | - | - | ------- | ----- | ------ |
| 1.  | CD Cobreloa (M) | 3   | 2 | 1 | 0 | 005:300 | +2    | 05     |
| 2.  | CD Palestino    | 3   | 1 | 1 | 1 | 004:400 | ±0    | 03     |
| 3.  | CD Cobresal     | 3   | 0 | 2 | 1 | 003:400 | −1    | 02     |
| 4.  | CD Huachipato   | 3   | 1 | 0 | 2 | 002:300 | −1    | 02     |